# Alter Teichweg (metrostation)
Alter Teichweg is een metrostation in het stadsdeel Dulsberg van de Duitse stad Hamburg. Het station werd geopend op 2 augustus 1963 en wordt bediend door lijn U1 van de metro van Hamburg.